# アララクアラ
アララクアラ（Araraquara [ɐɾaɾɐˈkwaɾɐ, aˌɾaɾɐˈkwaɾɐ]）は、ブラジルの都市。サンパウロ州中部に位置する。人口は23万8339人（2020年）。
アララクアラは「太陽の住みか」というニックネームで知られるが、これはこの町の印象的な夕日と、特に夏に非常に高温になるところからつけられた。1817年に建設された。アララクアラにはサッカークラブであるアソシアソン・フェロヴィアリア・ジ・エスポルテスが本拠を置いている。このクラブの本拠はEstádio Fonte Luminosaであり、27000人の収容人員を持つ。Bartolomeu de Gusmão空港がある。町の名前はトゥピ・グアラニー族の言語で「コンゴウインコの住みか」または「太陽の住みか」のいずれかを指すと考えられている。